# Municipio de Blue Ridge (condado de Watauga)
El municipio de Blue Ridge (en inglés: Blue Ridge Township) es un municipio ubicado en el  condado de Watauga en el estado estadounidense de Carolina del Norte. En el año 2010 tenía una población de 4.211 habitantes.

## Geografía
El municipio de Blue Ridge se encuentra ubicado en las coordenadas 36°9′33.46″N 81°37′34.38″O / 36.1592944, -81.6262167.